# Kenneth Gbagi
Kenneth Gbagi (* 22. September 1961; † 4. Mai 2024), auch bekannt als Kenneth Omemavwa Gbagi, war ein nigerianischer Politiker, Industrieller und Anwalt und Bildungsminister. Er stammte aus Oginibo und galt als eine der herausragenden Persönlichkeiten der Urhobo-Nation.

## Politische Karriere
Gbagi war während der Herrschaft des Präsidenten Goodluck Jonathan Staatsminister für Bildung.

## Philanthropie
Gbagi war ein Philanthrop.

## Persönliches Leben
Gbagi war mit Sybil Gbagi verheiratet und hatte neun Kinder. Sein ältester Sohn ist Emuoboh Gbagi, der als Sonderberater des ehemaligen Gouverneur des Bundesstaats Delta, Arthur Okowa Ifeanyi für Jugendentwicklung fungierte. Zu seinen Lebzeiten galt er als sehr überschwänglich und freundlich.

## Tod und Beerdigung
Gbagi starb am 4. Mai 2024 im Alter von 62 Jahren nach kurzer Krankheit. Die Nachricht von Gbagis Tod löste in den nigerianischen Medien mehrere Reaktionen aus. Die Regierung des Bundesstaats Delta beschrieb den Tod als tragisch, unglücklich und herzzerreißend.
Er wurde am 12. Juli 2024 in seiner Heimatstadt Oginibo im Bundesstaat Delta beigesetzt.